# Symetria (film)

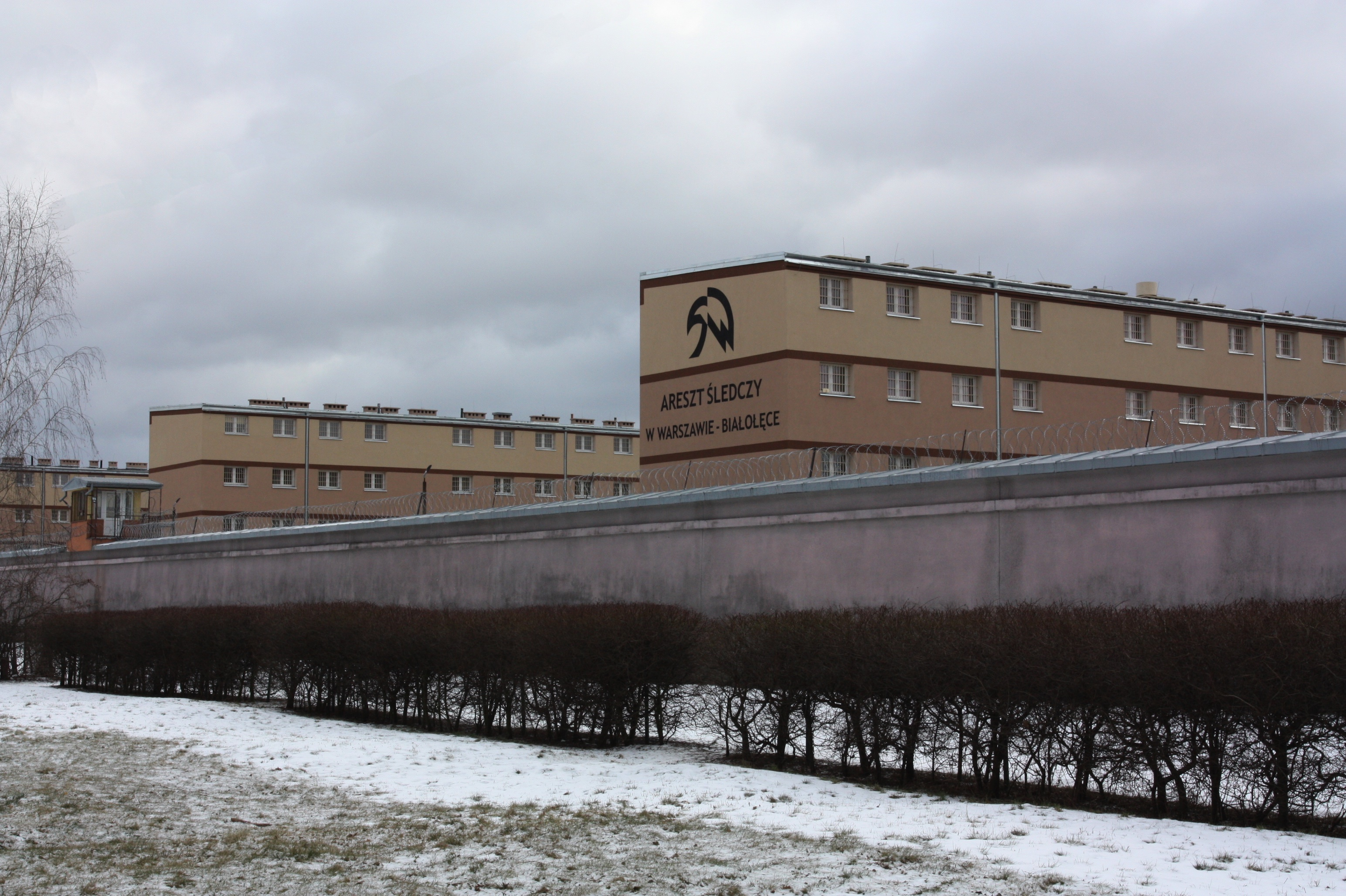
Areszt Śledczy Warszawa-Białołęka, gdzie zrealizowano zdjęcia do filmu

Symetria – polski dramat filmowy z 2003 roku w reżyserii Konrada Niewolskiego, nakręcony na podstawie własnego scenariusza.

## Fabuła
Fabuła filmu przedstawia historię 26-letniego Łukasza Machnackiego (Arkadiusz Detmer), który ukończył studia na wydziale geografii, lecz aktualnie jest bezrobotny. Został on aresztowany pod zarzutem napadu rabunkowego dokonanego na staruszce. W wyniku zbiegu okoliczności zostaje oskarżony i osadzony w areszcie śledczym. Wybiera celę grypsujących (elity więziennej) i stopniowo wchodzi w świat reguł i systemu wartości świata przestępczego. Razem z nim w celi siedzą również Dawid (Andrzej Chyra), intelektualista osadzony za zabicie gwałciciela żony (Grzegorz Kowalczyk), gangsterzy Siwy (Marcin Jędrzejewski) i Kosior (Mariusz Jakus), żołnierz mafii Albert (Borys Szyc) oraz Roman (Janusz Bukowski), osadzony za niepłacenie alimentów. Łukasz powoli godzi się z tym, że fakt, iż jest niewinny, nie ma większego znaczenia. Najważniejszy jest fakt, że jest uwięziony i musi się przystosować do nowego środowiska. Zmusza go to do nowych wyborów i zajęcia stanowiska w dramatycznych okolicznościach. Do celi, w której przebywa, zostaje przydzielony nowy więzień – pedofil (Paweł Szczesny). Współosadzeni poniżają go na każdym kroku. W końcu zabijają go, skręcając mu kark i wieszając na kracie, pozorują jego samobójstwo. Tymczasem dzięki działaniom adwokata oraz z powodu niewystarczającej ilości dowodów prokuratura zamierza umorzyć śledztwo przeciwko Łukaszowi.

## Obsada
- Arkadiusz Detmer – Łukasz Machnacki
- Andrzej Chyra – Dawid
- Janusz Bukowski – Roman
- Marcin Jędrzejewski – Siwy
- Mariusz Jakus – Kosior
- Borys Szyc – Albert
- Kinga Preis – żona Dawida
- Janusz Chabior – oddziałowy
- Elżbieta Kijowska – matka Łukasza
- Weronika Brzezicka-Kamińska – Ola, siostra Łukasza
- Paweł Szczesny – pedofil
- Andrzej Andrzejewski – Zborek
- Dariusz Biskupski – Adolf
- Grzegorz Kowalczyk – gwałciciel żony Dawida
- Aleksander Mikołajczak – adwokat Łukasza
- Norbert Rakowski – wychowawca
- Maria Klejdysz – poszkodowana
- Grzegorz Łosiakowski – adwokat pedofila
- Jan Jeruzal – Zgredzik
- Artur Hołozubiec – Arti
- Antonina Federowicz – dziewczynka
- Dawid Łepkowski – synek Dawida
- Stanisław Penksyk – oficer przesłuchujący Łukasza
- Dariusz Wituszyński – kalifaktor
- Robert Wituszyński – kalifaktor

## Produkcja
Zdjęcia zostały zrealizowane w Areszcie Śledczym w Warszawie-Białołęce.